# スネトラーゲマーモセット
スネトラーゲマーモセット（Mico emiliae）は、オマキザル科シルバーマーモセット属に分類される霊長類。

## 分布
アマゾンの熱帯雨林の内、低地に生息する。主にマットグロッソ州、パラー州内。
限られた土地などに生息しているわけではなく、マットグロッソ州内の都市部でも、森林であれば見付けることが容易に可能である。

## 形態
ほとんどが白髪で、背は灰色をしている。基本的に猫背の姿勢で活動する。顔と鼻はピンク色で明るく薄い毛におおわている。目は茶色く大きい。耳はとがっている。
足の親指を除くすべての指とつま先に鉤爪がある。鉤爪は主に樹を登るのに使われる。
尾は非常に長く、木を渡るときにバランスをとるため、使用される。

## 分類
種小名emiliaeは、本種を発見した鳥類学者エミーリエ・スネトラーゲに由来する。
1977年にシルバーマーモセットMico argentatusと同種であるとされたが、1985年に再度独立種とする説が提唱された。また、以前はロンドンマーモセットM. rondoniとシュナイダーマーモセットが本種に含まれていた。ロンドニア州の個体群は模式産地の個体群とは毛皮の色彩などが大きく異なることが知られており、2010年にロンドンマーモセットとして記載された。2015年から2018年にかけて調査が行われ、2021年にシュナイダーマーモセットが独立種として記載された。

## 生態
昼行性。樹上性。
支配階層は、性別や強さ・家族関係ではなく、年齢によって決まる。

## 保全状況
2021版レッドリストでは、低危険種に指定されている。
詳しい個体状況・保全状況は分かっていないが、農地拡大のための伐採や、密猟などによって個体数が減少していく危険性は十二分にある。
クリスタリーノ州立公園などでは保護対象となっている。